# Неданчицька сільська рада
Неда́нчицька сільська́ ра́да — адміністративно-територіальна одиниця та орган місцевого самоврядування в Ріпкинському районі Чернігівської області. Адміністративний центр — село Неданчичі.

## Загальні відомості
Неданчицька сільська рада утворена у 1928 році.
- Територія ради: 145,6 км²
- Населення ради: 984 особи (станом на 2001 рік)

## Населені пункти
Сільській раді підпорядковані населені пункти:
- с. Неданчичі
- с. Грабівка
- с. Комарівка
- с-ще Левичівка
- с. Мекшунівка
- с. Нова Рудня
- с. Рудня
- с. Гута

## Склад ради
Рада складається з 12 депутатів та голови.
- Голова ради: Пігор Олександра Іванівна
- Секретар ради: Лисенко Ніна Михайлівна

### Керівний склад попередніх скликань
| Прізвище, ім'я, по батькові | Основні відомості                                                         | Дата обрання | Дата звільнення |
| --------------------------- | ------------------------------------------------------------------------- | ------------ | --------------- |
| Пігор Олександра Іванівна   | Сільський голова, 1961 року народження, освіта вища, член Народної партії | 26.03.2006   | 31.10.2010      |
| Пігор Олександра Іванівна   | Сільський голова, 1961 року народження, освіта вища, член Народної партії | 31.10.2010   |                 |

Примітка: таблиця складена за даними сайту Верховної Ради України

### Депутати
За результатами місцевих виборів 2010 року депутатами ради стали:

#### За суб'єктами висування
| Суб'єкт висування                 | Кількість обраних депутатів | %    |
| --------------------------------- | --------------------------- | ---- |
| Партія регіонів                   | 5                           | 41,7 |
| Народна партія                    | 3                           | 25   |
| Самовисування                     | 3                           | 25   |
| Політична партія «Сильна Україна» | 1                           | 8,3  |

#### За округами
| № округу                          | Прізвище, ім'я, по батькові   | Дата визнання обраним | Освіта  | Партійна приналежність                  | Відомості про обраного депутата                             |
| --------------------------------- | ----------------------------- | --------------------- | ------- | --------------------------------------- | ----------------------------------------------------------- |
| Народна Партія                    |                               |                       |         |                                         |                                                             |
| 7                                 | Титенок Людмила Миколаївна    | 03.11.2010            | середня | член Народної партії                    | Південно-західна залізниця, роз"їздний касир                |
| 10                                | Ященко Олена Василівна        | 03.11.2010            | середня | член Народної партії                    | Неданчицьке відділення зв"язку, листоноша                   |
| 12                                | Лисенко Ніна Михайлівна       | 03.11.2010            | середня | член Народної партії                    | Неданчицька сільська рада, секретар                         |
| Партія регіонів                   |                               |                       |         |                                         |                                                             |
| 4                                 | Карпенко Олександра Іванівна  | 03.11.2010            | середня | член Партії регіонів                    | комунальне господарство, швачка                             |
| 5                                 | Осипенко Любов Василівна      | 03.11.2010            | середня | член Партії регіонів                    | Неданчицьке відділення зв"язку, завідувачка                 |
| 6                                 | Кривопиша Микола Савелійович  | 03.11.2010            | вища    | член Партії регіонів                    | пенсіонер                                                   |
| 8                                 | Кривопиша Любов Михайлівна    | 03.11.2010            | середня | член Партії регіонів                    | Неданчицька бібліотека, бібліотекар                         |
| 9                                 | Аладько Наталія Олексіївна    | 03.11.2010            | середня | член Партії регіонів                    | Неданчицьке відділення зв"язку, листоноша                   |
| Політична партія «Сильна Україна» |                               |                       |         |                                         |                                                             |
| 11                                | Шуман Микола Миколайович      | 03.11.2010            | середня | член Політичної партії «Сильна Україна» | Мекшунівське лісництво, лісник                              |
| Самовисування                     |                               |                       |         |                                         |                                                             |
| 1                                 | Веремійчик Світлана Василівна | 03.11.2010            | вища    | позапартійна                            | загальноосвітня школа с. Неданчичі, директор                |
| 2                                 | Дідовець Надія Михайлівна     | 03.11.2010            | середня | член Партії регіонів                    | Неданчицький фельдшерсько-акушерський пункт, молодша сестра |
| 3                                 | Дідовець Михайло Павлович     | 03.11.2010            | середня | член Партії регіонів                    | ПВМС с. Неданчичі, завідувач                                |